# Кекертат
Кекертат — це невелике село в районі Каанаак муніципалітету Аваната, в північній частині Гренландії. Воно розташоване на Гарвардських островах, у внутрішньому фіорді Інглфілд, приблизно за 63 км на схід від Каанаака. На 2020-й рік в селі проживало 23 жителі.

## Клімат
Село знаходиться у зоні, котра характеризується кліматом полярних пустель. Найтепліший місяць — липень із середньою температурою 4.1 °C (39.4 °F). Найхолодніший місяць — березень, із середньою температурою -25.8 °С (-14.4 °F).
| Клімат Кекертата        | Клімат Кекертата | Клімат Кекертата | Клімат Кекертата | Клімат Кекертата | Клімат Кекертата | Клімат Кекертата | Клімат Кекертата | Клімат Кекертата | Клімат Кекертата | Клімат Кекертата | Клімат Кекертата | Клімат Кекертата | Клімат Кекертата |
| Показник                | Січ.             | Лют.             | Бер.             | Квіт.            | Трав.            | Черв.            | Лип.             | Серп.            | Вер.             | Жовт.            | Лист.            | Груд.            | Рік              |
| Середня температура, °C | −24,5            | −25,5            | −25,8            | −18,5            | −6,9             | 0,8              | 4,1              | 3,3              | −3,2             | −11,1            | −18              | −22,4            | −12,3            |
| Норма опадів, мм        | 7.6              | 5.8              | 5.5              | 6.8              | 9                | 8.6              | 17.1             | 20.6             | 20.8             | 18.3             | 13.3             | 8.8              | 142.2            |
| Днів з опадами          | 4,6              | 4,5              | 4,5              | 4,5              | 4,2              | 3,3              | 4,9              | 6,1              | 6,9              | 7,8              | 7,5              | 5,8              | 64,6             |
| Вологість повітря, %    | 66               | 65.7             | 64.8             | 64               | 66.1             | 72               | 72.5             | 73.2             | 70.6             | 70               | 67.5             | 68.7             | 68.4             |
| ----------------------- | ---------------- | ---------------- | ---------------- | ---------------- | ---------------- | ---------------- | ---------------- | ---------------- | ---------------- | ---------------- | ---------------- | ---------------- | ---------------- |
| Джерело: Weatherbase    |                  |                  |                  |                  |                  |                  |                  |                  |                  |                  |                  |                  |                  |

## Населення
Населення Кекертату було стабільним протягом останніх двох десятиліть. Після реєстрації зниження в 90-х роках населення зросло до 30 у 2010 році, а потім знову скоротилося до 23 у 2019 році.